# Ludwig Senfl
Ludwig Senfl født 1486 død ca. 1543 schweizisk komponist der virkede i Tyskland, mest i München. Foruden et betragteligt antal messer, messesatser og motetter skrev han også en del verdslige sange i en ret enkel stil med tysk tekst.

## Liv og gerning
Senfl begyndte som korsanger i hofkapellet hos den senere kejser Maximilian I i 1496, med korte afbrydelser var han ved kejserens kapel i mere end 20 år.
I 1497 fulgte Senfl med hofkapellet til Wien. Når stemmerne hos kordrengene ved kejserhoffet kom i overgang, var det almindeligt, at de fik finansiert et studium ved universitetet i Wien, og man regner med, at Senfl studerede her mellem 1500 og 1504. I henhold til udsagn i den selvbiografiske sang Lust hab ich g'habt zur Musica fik han sin uddannelse som sanger, skriver og komponist af hofkomponisten Heinrich Isaac. Blandt andet kopierede han meget af Isaacs Choralis Constantinus, et enormt arbejde som han først nåede at fuldføre efter komponistens død.
Senfl gennomførte en rejse til Italien mellem 1508 and 1510, og vendte der efter tilbage til hofkapellet. Efter Isaacs død i 1517 udnævnte kejser Maxmimilian Senfl til hofkomponist, men Maxmimilian døde allerede i 1519, og den nye kejser, Karl V, afskedigede størstedelen af Maximilians musikere. Karl nægtede at udbetale stipendiet, som Senfl var blevet lovet, når keiseren døde, og han stod nu uden arbejde og indkomst.
De følgende år rejste og komponerede Senfl meget. Han skal have været ved Rigsdagen i Worms i 1521, og selv om han aldrig konverterede til protestantismen, er det sandsynligt, at han var tilhenger af Luthers lære. Han blev senere forhørt af inkvisisjonen og opgav da frivilligt titlen som katolsk prest. Fra og med 1530 korresponderte Senfl aktivt med den kendte lutheraner hertug Albrecht af Preussen og med Martin Luther selv.
Til sidst fik Senfl en post i München, en by med høje musikalske standarder og behov for ny musik, og som samtidig var relativt tolerant over for personer med protestantiske sympatier. Efter korrespondancen med Albrecht at dømme var Senfl syg i 1540, og han døde sandsynligvis i begyndelsen af året 1543.

## Værker
Senfls skrev i samtlige af tidens musikalske former: messer, motetter, flerstemmige proprium-tonesettinger, en magnificatcyklus med 8 værker, sange, oder samt en del instrumentalmusik. Værkerne er bevarede i omkring 360 kilder, manuskripter og trykte publikationer.
- 250 flerstemmige tyske lieder
- 240 geistlige latinske motetter
- Syv Messer og Cantus firmus.

## Musikeksempler
- mp3-filer på magnatune.com Farallon Recorder Quartet
- Gratis lydspor Umeå Akademiska Kör.